# Habenaria mechowii
Habenaria mechowii är en orkidéart som beskrevs av Heinrich Gustav Reichenbach. Habenaria mechowii ingår i släktet Habenaria och familjen orkidéer. Inga underarter finns listade i Catalogue of Life.